# São João do Caiuá
São João do Caiuá, amtlich portugiesisch Município de São João do Caiuá, ist eine brasilianische Gemeinde im Bundesstaat  Paraná. Es hat 5.586 Einwohner (2022), die sich Caiuenser nennen. Seine Fläche betr#gt 304 km². Es liegt 440 m über dem Meeresspiegel.

## Etymologie
Caiuá kommt von dem Guarani-Begriff "cai'guara" her, was "derjenige, der in den Bergen wohnt" bedeutet. Caiuá, Caaguá oder Cainguás sind Varianten des Namens der Guaraní-Indianer vom linken Ufer des Paraguay. Die ersten Einwohner von São João do Caiuá diskutierten Anfang der 1950er Jahre über den Namen für ihre neue Stadt, als deren Schutzpatron Sankt Johannes der Täufer gewählt wurde. In die engere Wahl kamen schließlich São João do Paraíso, São João do Caiuá und São João dos Bandeirantes. Schließlich entschied sich das Parlament des Staates Paraná für den heutigen Namen.

## Geschichte
Die Companhia Melhoramentos Norte do Paraná mit Hauptsitz in São Paulo und Niederlassungen in Maringá und Londrina begann 1951 mit der Besiedlung des Dorfes São João do Caiuá. Es wurde eine Straße zum Paranapanema gebaut, der 25 km nördlich von São João do Caiuá fließt. Noch im Jahr 1951 wurde die erste Kapelle gebaut, mit einer Fläche von 12 Quadratmetern und unter der Anrufung des Heiligen Johannes des Täufers. Die erste Messe wurde am 24. Juni 1952 gefeiert. Eine Pension, eine Tankstelle und eine Apotheke wurden in Betrieb genommen. Bereits im Jahr 1954 wurde auf Anregung der Gründer und ersten Bewohner des Gebietes mit dem Bau des Landeplatzes begonnen.
Der Distrikt São João do Caiuá wurde mit Beschluss des Stadtrats von Nova Esperança 1953 gegründet. Im August desselben Jahres wurde es dem Munizip Alto Paraná zugeordnet. Mit dem Staatsgesetz Nr. 253 vom 26. November 1954 wurde es zum Munizip erhoben. Als Munizip installiert wurde es am 17. Dezember 1955.

## Geografie

### Lage
São João do Caiuá liegt in der Dritten Hochebene von Paraná, in der Mikroregion Paranavaí und der Mesoregion Nordwest-Paraná.

### Klima
In São João do Caiuá herrscht tropisches Klima. Es ist mit starken Niederschlägen zu rechnen. Die kurze Trockenzeit hat wenig Einfluss auf das feuchte Klima über das gesamte Jahr hinweg. Die Klimaklassifikation nach Köppen und Geiger lautet Am. In São João do Caiuá herrscht im Jahresdurchschnitt eine Temperatur von 22,9 °C. Innerhalb eines Jahres gibt es 1323 mm Niederschlag.

### Vegetation
Das Biom (2019) ist Mata Atlântica.

### Gewässer
Die westliche Grenze bildet der Ribeirão São Francisco, der weiter nördlich in den Rio Paranapanema mündet. Darüber hinaus hat São João do Caiuá keine nennenswerten Gewässer. Seine Bäche fließen in Richtung Norden zum Paranapanema.

### Straßen
São João do Caiuá ist über die Staatsstraße PR-556 mit Santo Antônio do Caiuá im Norden und über die PRC-156 mit Paranavaí im Süden verbunden.

### Nachbarmunizipien
|           | Santo Antônio do Caiuá                      |            |
|           | Kompassrose, die auf Nachbargemeinden zeigt | Inajá      |
| Paranavaí | Alto Paraná                                 | Paranacity |

## Demografie

### Bevölkerungsentwicklung
Quelle:  IBGE (2011)
| Jahr | Einwohner | Stadt | Land   |
| 1960 | 18.542    | 2.305 | 16.237 |
| 1970 | 10.266    | 3.785 | 6.481  |
| 1980 | 7.199     | 4.302 | 2.897  |
| 1991 | 6.008     | 4.874 | 1.134  |
| 2000 | 6.091     | 5.070 | 1.021  |
| 2010 | 5.911     | 5.039 | 872    |
| 2022 | 5.586     |       |        |

Quelle: IBGE (2011) und Volkszählung 2022

### Ethnische Zusammensetzung
Ethnische Gruppen nach der statistischen Einteilung des IBGE (Stand: 1991, 2000 und 2010)
| Gruppe*        | 1991  | 2000  | 2010  | |
| Branca         | 2.791 | 2.770 | 2.545 | wer sich als "weiß" erklärt                                                                                 |
| Preta          | 222   | 146   | 182   | wer sich als "schwarz" erklärt                                                                              |
| Amarela        | 33    | -     | 33    | fernöstliche Herkunft wie japanisch, chinesisch, koreanisch etc.                                            |
| Parda          | 2.934 | 3.169 | 3.151 | wer sich als "braun" erklärt oder sich mit einer Mischung von zwei oder mehr der fünf Gruppen identifiziert |
| Indígena       | 8     | 6     | -     | wer sich als "Ureinwohner" oder "Indio" erklärt                                                             |
| Sem declaração | 19    | -     | -     | |
| Gesamt         | 6.007 | 6.091 | 5.911 | |

*) Das IBGE verwendet für Volkszählungen seit 1991 ausschließlich diese fünf Gruppen. Die Gruppenzugehörigkeit wird bei der Befragung vom Einwohner selbst festgelegt. Das IBGE verzichtet bewusst auf Erläuterungen.